# Ingalls (Indiana)
Ingalls és una població dels Estats Units a l'estat d'Indiana. Segons el cens del 2000 tenia 1.168 habitants.

## Demografia
Segons el cens del 2000, Ingalls tenia 1.168 habitants, 422 habitatges, i 335 famílies. La densitat de població era de 653,6 habitants/km².
Dels 422 habitatges en un 39,8% hi vivien nens de menys de 18 anys, en un 65,2% hi vivien parelles casades, en un 10,2% dones solteres, i en un 20,6% no eren unitats familiars. En el 17,3% dels habitatges hi vivien persones soles el 8,3% de les quals corresponia a persones de 65 anys o més que vivien soles. El nombre mitjà de persones vivint en cada habitatge era de 2,77 i el nombre mitjà de persones que vivien en cada família era de 3,1.
Per edats la població es repartia de la següent manera: un 29,5% tenia menys de 18 anys, un 8% entre 18 i 24, un 32% entre 25 i 44, un 20% de 45 a 60 i un 10,5% 65 anys o més.
L'edat mediana era de 34 anys. Per cada 100 dones de 18 o més anys hi havia 95,3 homes.
La renda mediana per habitatge era de 43.456$ i la renda mediana per família de 50.577$. Els homes tenien una renda mediana de 35.526$ mentre que les dones 25.700$. La renda per capita de la població era de 16.988$. Entorn del 3,7% de les famílies i el 5,4% de la població estaven per davall del llindar de pobresa.

## Poblacions més properes
El següent diagrama mostra les poblacions més properes.